# PIED PIPER
『PIED PIPER』（パイド・パイパー）はロックバンド、the pillowsの15枚目のアルバム。PIED PIPERとは『ハーメルンの笛吹き男』の意である。

## 概要
「PIED PIPER」というタイトルには「ハーメルンの笛吹き男が笛の音色で子どもたちを連れ去ったように、自分たちの音楽で人々をロックに連れて行く」という思いが込められている。
タイトル曲の「PIED PIPER」は当初ドラムの音から始まる曲であったが、ハーメルンの笛吹き男の笛をイメージし、ドラムの前に笛の音色を追加したところ雰囲気に合わなかったため、現在のギターの音に落ち着いた。
前作「Wake up! Wake up! Wake up!」が音を直接ハードディスクに取り込む「ライン録り」によって録音されたのに対し、今作は「すべてアンプで録る」ことをテーマに製作されている。
ロック色の強い今作であるが、「Last Holiday」においては生のチェロによる演奏が収録されている。これは2008年発表のシングル「Tokyo Bambi」で東京スカパラダイスオーケストラのホーン隊をゲストに迎えた際に生の楽器の良さを再確認したためである。チェロの奏者は元マルコシアス・バンプの佐藤研二。
「Purple Apple」のコーラスは怒髪天が担当している。
また、全国25ヶ所を廻るレコ発ツアー「the pillows PIED PIPER TOUR 」も行われ、Zepp Tokyoでの追加公演も行われた。

## 収録曲
作詞・作曲：山中さわお（#1-4, #6-11）
作曲：山中さわお（#5）
1. PIED PIPER
2. New Animal
3. No Surrender
4. Last Holiday
5. Tokyo Zombie (The knock came at dead of night)
6. Across the metropolis
7. Purple Apple
8. Tokyo Bambi
9. Ladybird girl
10. That's a wonderful world (song for Hermit)
11. POISON ROCK'N'ROLL

## DVD（初回限定版のみ）
1. PIED PIPER (Video Clip)
2. Texan Daily Life (Video Clip)

## 演奏
- 真鍋吉明：Programming
- 鈴木淳：Bass
- 佐藤研二：Cello (#4)
- 怒髪天 (増子直純、上原子友康、清水泰次、坂詰克彦)：Chorus (#7)
- NARGO (東京スカパラダイスオーケストラ)：Trumpet (#8)
- 北原雅彦 (東京スカパラダイスオーケストラ)：Trombone (#8)
- GAMO (東京スカパラダイスオーケストラ)：Tenor Sax (#8)